# Metria
Metria AB är ett svenskt bolag som levererar tjänster inom geografiska informationssystem (GIS), GIS- och fjärranalys, kart- och fastighetstjänster. Metria bildades 1 maj 2011 då Lantmäteriets uppdragsdivision bolagiserades. Bolaget ägdes därefter av svenska staten. Under 2017 gav Riksdagen ett bemyndigande att sälja bolaget och den 2022 såldes Metria till Sikri Holding för om 724 miljoner svenska kronor.

## Affärsenheter
Företaget utvecklar verksamhets- och beslutsstödssystem som innehåller kartor, fastighetsinformation och annan geografisk data. Kompetenser finns inom bland annat GIS, fjärranalys, agil systemutveckling och databashantering, analys och hantering av geografisk information.

## Verksamhet
Metria tillhandahåller digitala lösningar och tjänster inom GIS, fjärranalys, geodata samt fastighets- och affärsinformation. Företaget arbetar med insamling, analys och visualisering av data, som levereras i form av kartlager, tabeller, statistik eller rapporter. Företaget erbjuder information från Fastighetsregistret och kompletterar detta med exempelvis data om folkbokförda på fastigheter och företagsinformation.
Företaget förvaltar ett datalager med satellitdata över Sverige och har expertis inom fjärranalys, AI och datahantering. Metria är även leverantör av kartor och geografiska databaser via ett eget datacenter. Företagets kunder finns främst inom finans, energi, offentlig sektor, skog och infrastruktur.
Metria är certifierat enligt ISO9001, ISO14001 och ISO27001.